# La Croix des assassins
La Croix des assassins est un roman policier d'Éric Giacometti et Jacques Ravenne, publié en 2008. C'est le cinquième tome de la série des enquêtes du commissaire Antoine Marcas.

## Résumé
1291, Saint-Jean-d'Acre. La ville est sur le point d'être reprise par les Infidèle. La citadelle est en flammes et deux chevaliers Templiers sont chargés de sauver la dépouille du Grand-Maître de l'Ordre, Guillaume de Beaujeu.
Lors d'une cérémonie au Musée de Cluny, un chef d'entreprise tue son assistante en l'empoisonnant au beau milieu de la foule. Il s'agissait d'un test pour intégrer une loge sauvage, la Kadosh Kaos, héritière des sinistrement célèbres Assassins.
Antoine Marcas est chargé d'infiltrer cette loge regroupant des hommes politiques et des patrons de multinationales...

## Galerie
Quelques-uns des lieux "visités" dans le roman

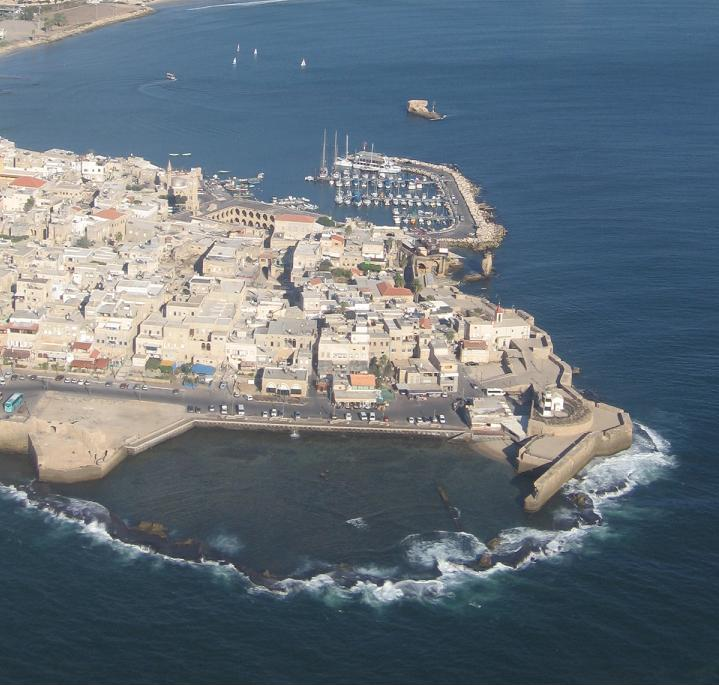
La forteresse d'Acre vue du ciel.
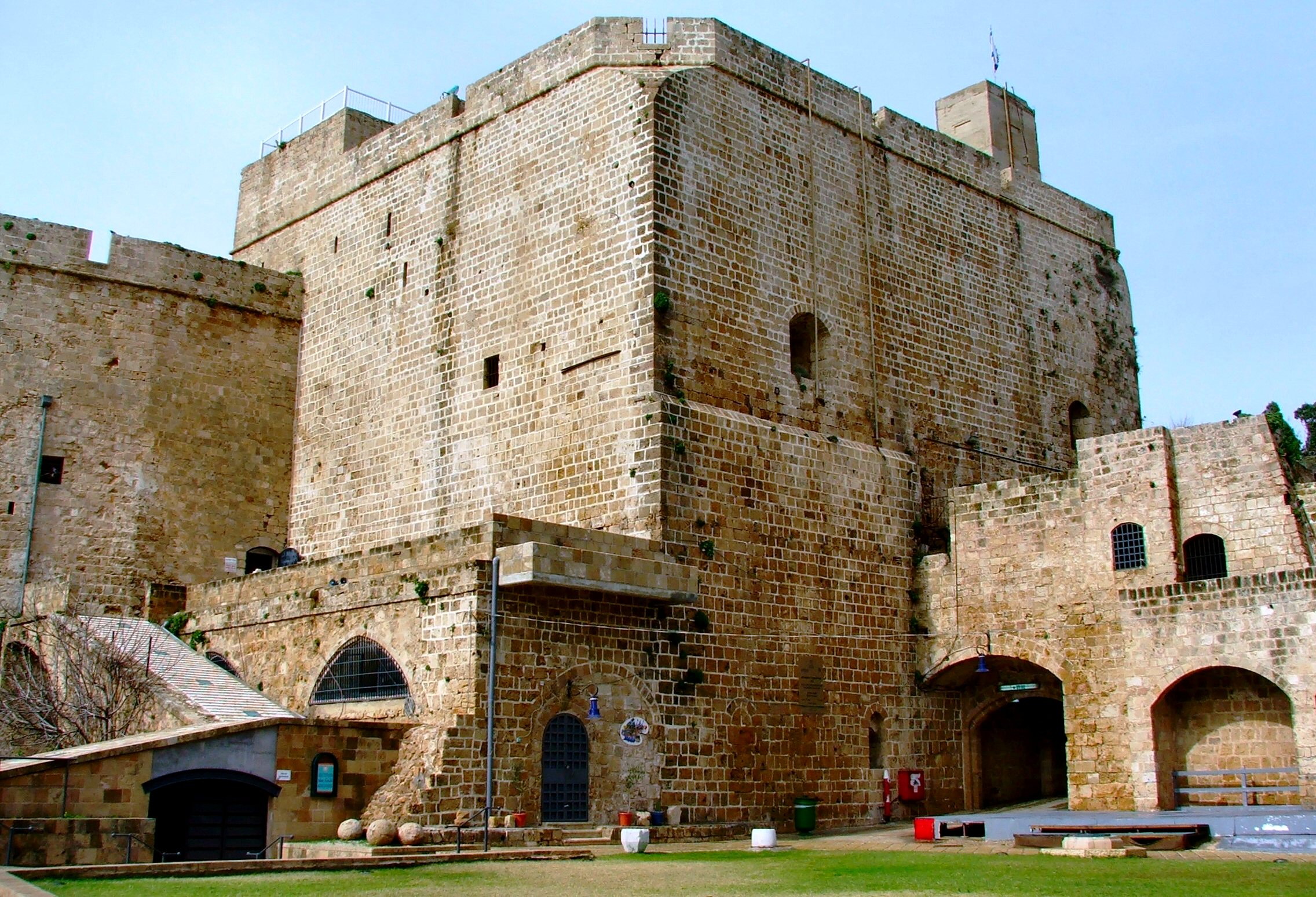
Une tour de Saint-Jean-d'Acre.
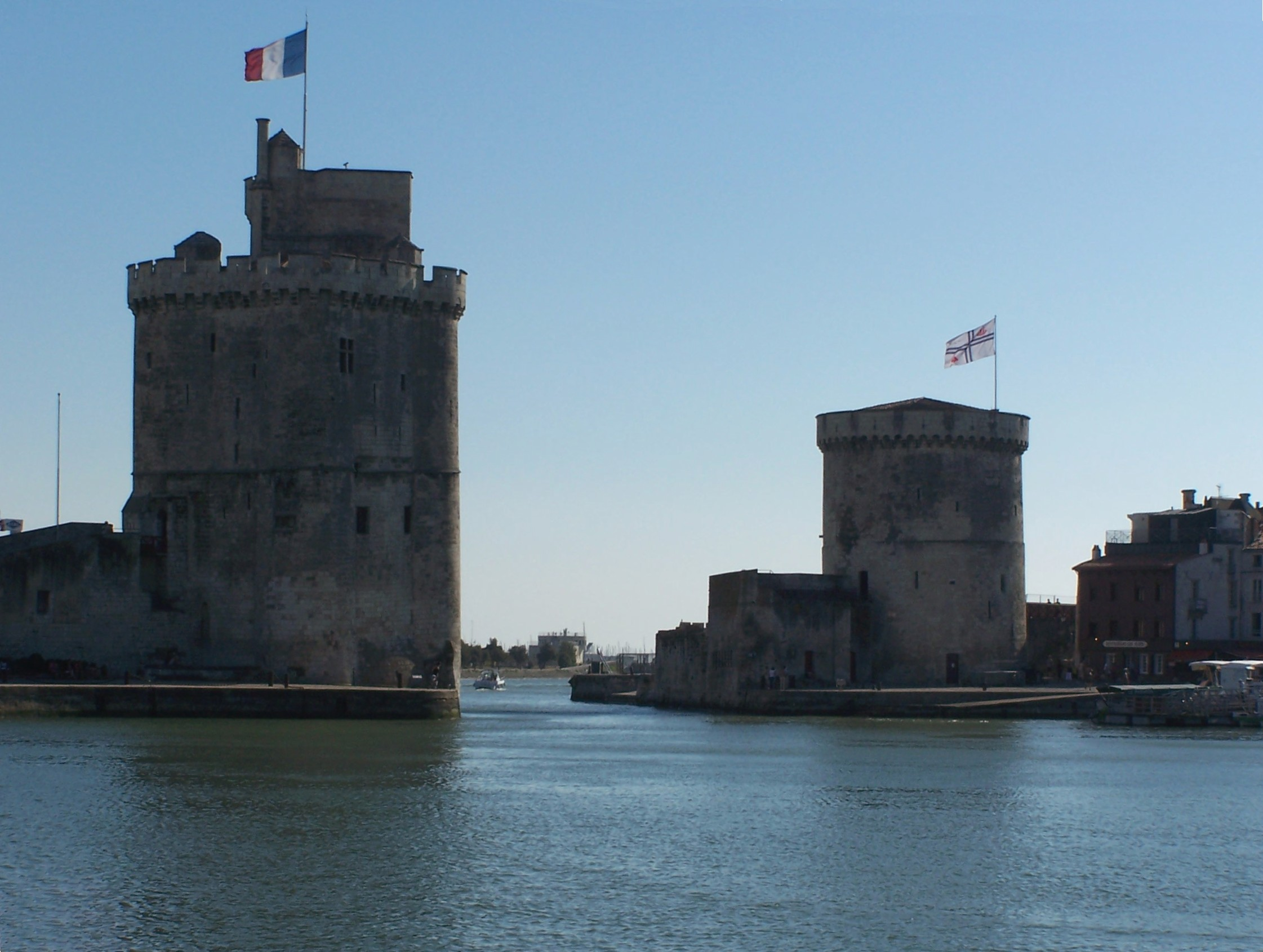
Tours du Vieux-Port de La Rochelle.
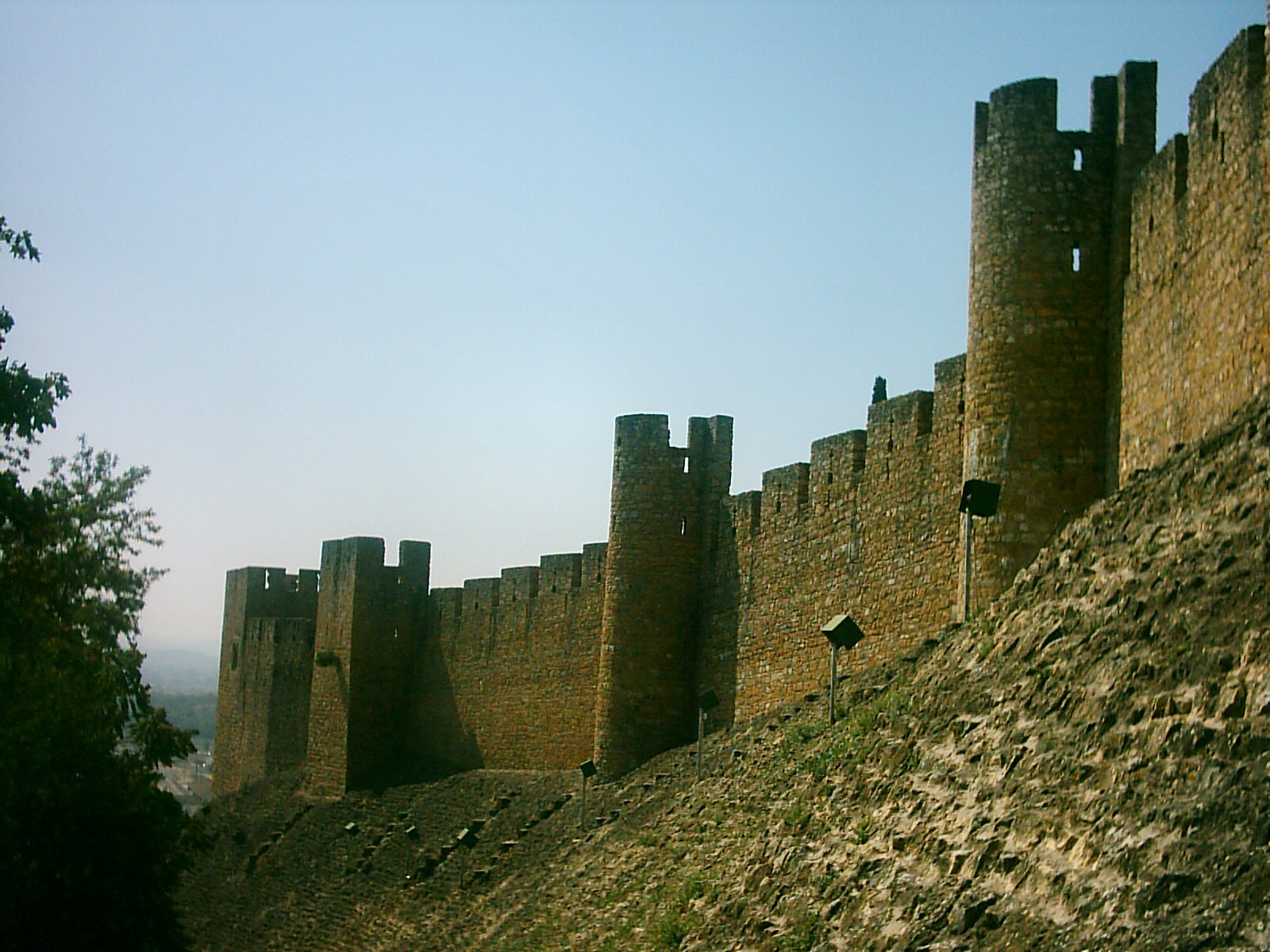
Château de Tomar.
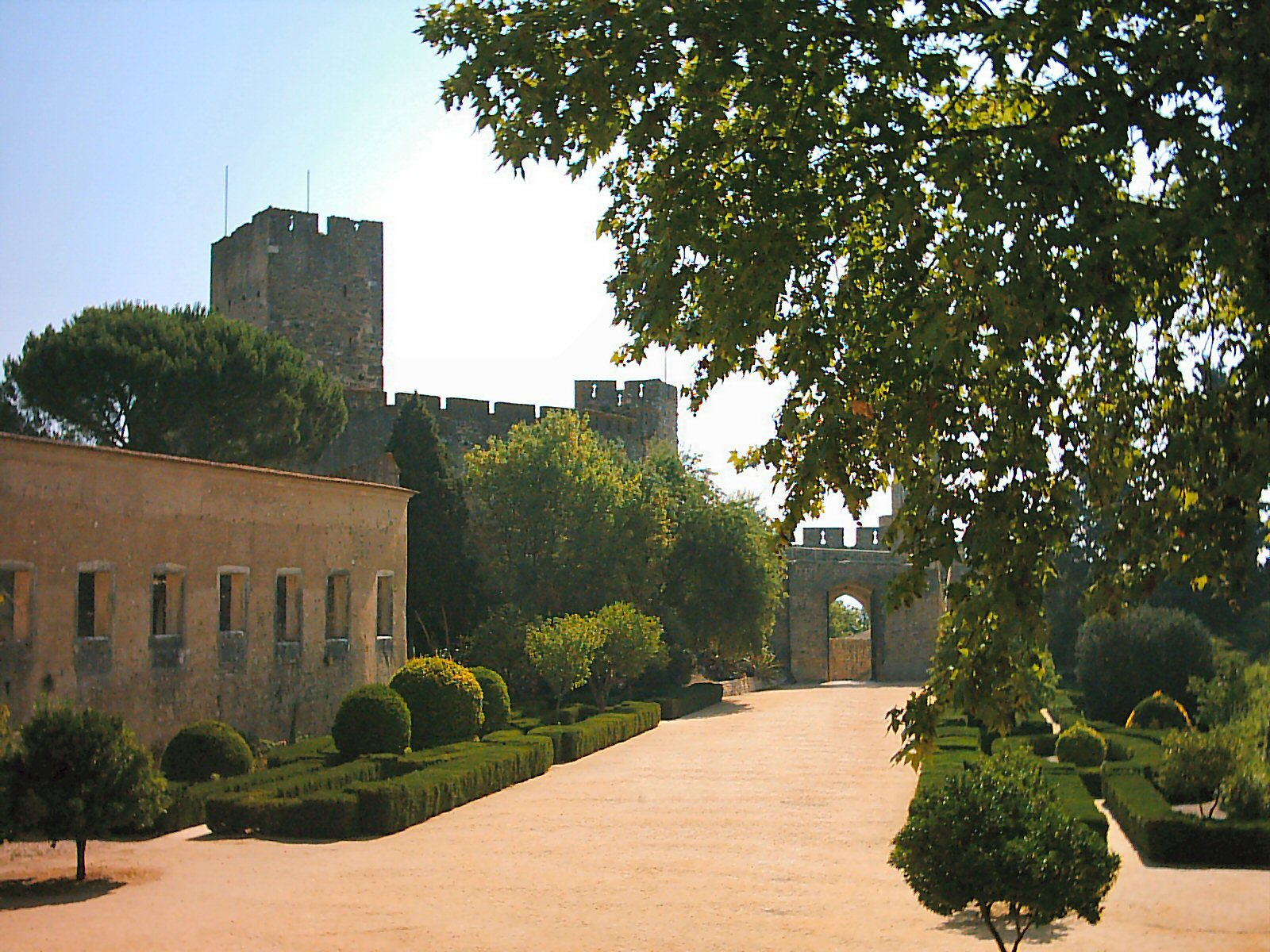
Château de Tomar.
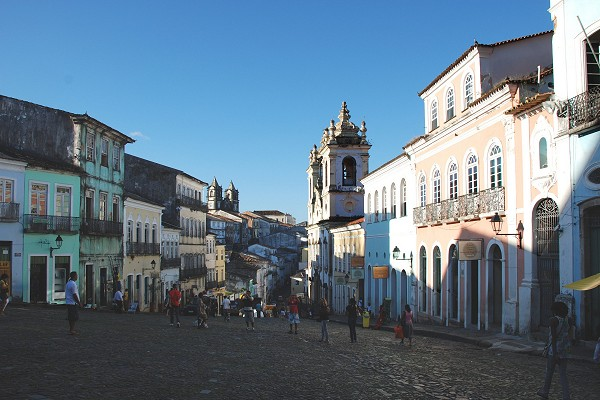
Salvador de Bahia.
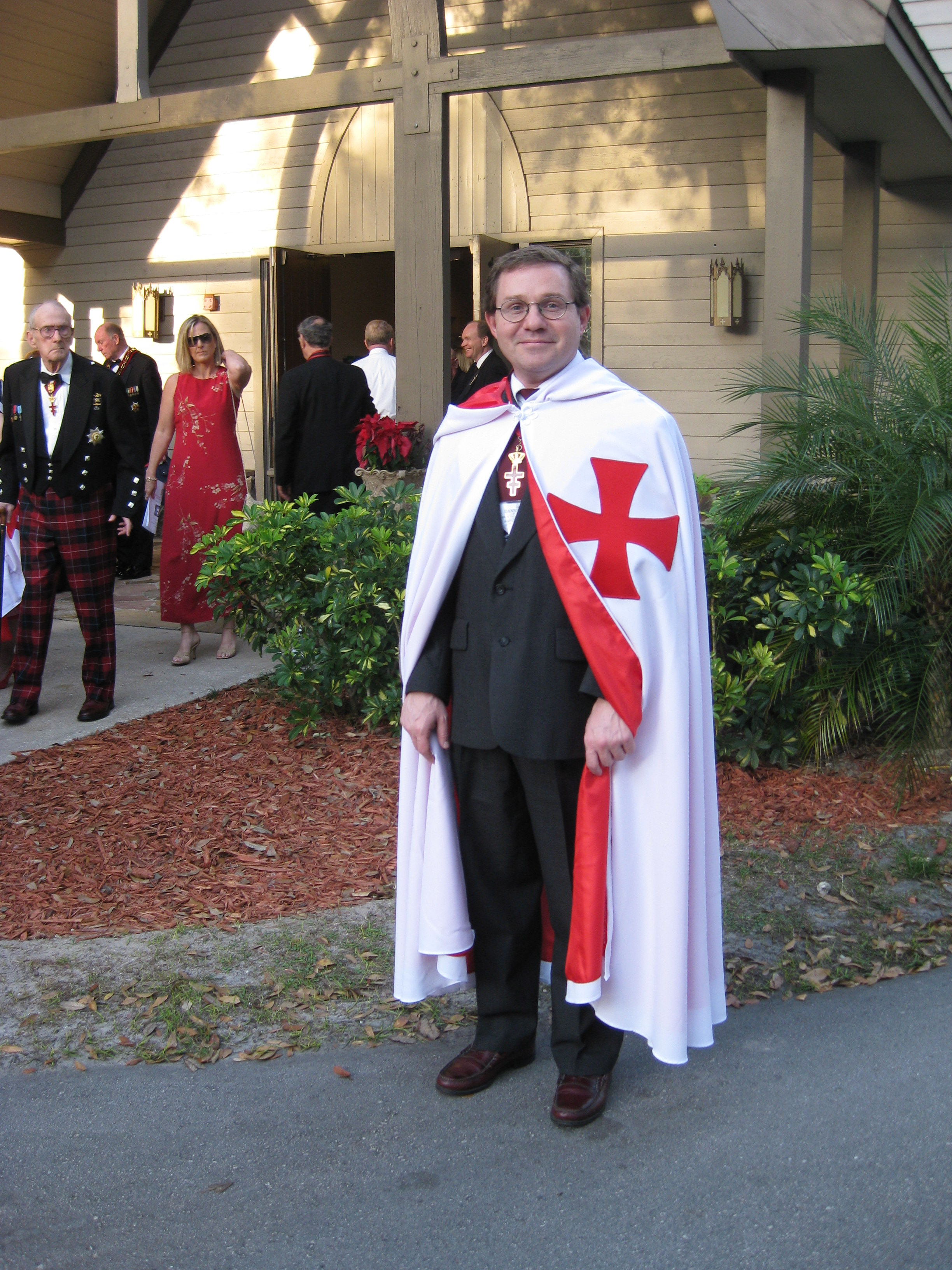
Un "Templier" moderne, tel qu'on aurait pu le rencontrer chez les Kadosh...

## Éditions
- Fleuve noir, 2008  (ISBN 2265086029)
- Pocket Thriller no 13760, 2009  (ISBN 2266185446)